# KORA International
KORA Intermational es una compañía mexicana que inició sus operaciones en Distrito Federal, México en el año 2012, soportada por una estructura profesional de más de 5 años de experiencia en la producción de medios audiovisuales. Es una productora que cuenta con los servicios de distribución, doblaje, subtitulaje, traducción, adaptación musical, locución, autoría de DVD, diseño y publicidad.

## Historia
KORA International inicia sus operaciones en el 2012 en Distrito Federal, México. Entre sus trabajos cuenta con participación en series como Un Show Más, Hora de Aventura y Los Guerreros del Zodiaco: El Lienzo Perdido.
La compañía se hace notar al anunciar el lanzamiento en DVD de la serie anime Kamisama Hajimemashita (bajo el título Soy una Diosa, ¿Y ahora qué? en español, también conocida como Kamisama Kiss en inglés), basada en el manga original de Julietta Suzuki, el cual se tiene anunciado para diciembre de 2013.
El 6 de agosto de 2013, KORA International crea su canal de vídeos en YouTube, para realizar anuncios sobre futuros productos, así como mostrar avances de las series de las cuales posee licencia. El 8 de noviembre de 2013 se anuncia a través de un comunicado oficial de prensa que la actriz de doblaje Cristina Hernández pasaría a ser la voz institucional femenina de la empresa. El 22 de noviembre de 2013 la empresa da a conocer que se encuentra realizando la traducción para una película destinada a estrenarse en cines en 2014, que resultó ser Los Caballeros del Zodíaco: La leyenda de santuario.
Actualmente Kora Internacional ha realizado trabajos para TMS Entertainment, Toei Animation Inc, Netflix, Cinemex, Diamond Films y Turner Broadcasting.

## Series licenciadas
- Kamisama Hajimemashita (bajo el título "Soy una Diosa, ¿Y ahora qué?") (TMS Entertainment Co. Ltd, 2013)
- Zero no Tsukaima  (en colaboración con la distribuidora Europea Yowu Entertainment y bajo el título de "La Magia de Zero")
- Sword Art Online (En Colaboración con OtakuLatam.com)
- Sword Art Online II (En Colaboración con OtakuLatam.com)
- Sword Art Online Ordinal Scale (En Colaboración con OtakuLatam.com)
- Sword Art Online Extra Edition (En Colaboración con OtakuLatam.com)
- Captain Tsubasa (Viz Media/Televix)
- Megalo Box (TMS Entertainment Co. Ltd)

## Doblajes Producidos
- Los Caballeros del Zodiaco: La leyenda del santuario
- El niño y la bestia
- En este rincón del mundo
- Mazinger Z: Infinity
- Mary y la flor de la hechicera
- One Piece: Estampida
- Detective Conan: El puño de zafiro azul
- Más allá de ti
- Autopista pingüino
- Inu-Oh
- Chibi Maruko-chan
- Indigo Ignited
- Magi: La aventura de Sinbad
- Los siete pecados capitales
- Demonio negro